# 聖約翰港 (佛羅里達州)
聖約翰港（英語：Port St. John）是位於美國佛羅里達州布里瓦德縣的一個人口普查指定地區。

## 地理
聖約翰港的座標為28°28′37″N 80°47′19″W / 28.47694°N 80.78861°W，而該地最高點為海拔高度8米（即26英尺）。

## 人口
根據2010年美國人口普查的數據，聖約翰港的面積為9.90平方千米，當中陸地面積為9.90平方千米，而水域面積為0.00平方千米。當地共有人口12267人，而人口密度為每平方千米1,239人。